# Demet Akalın
Demet Akalın (nacida el 23 de abril de 1972 en Gölcük, Kocaeli) es una exmodelo y cantante de pop turca. Su repertorio se caracteriza por el eclecticismo, combinando la música romántica, dance, pop e incluso bossa nova.

## Trayectoria
Akalın estudió en la escuela Gölcük Barbaros Hayrettin Lisesi e inicialmente se propuso graduarse como periodista o una profesora. Ganó el concurso de belleza 'Miss Mayo' organizado por Yaşar Alptekin. También trabajó como modelo profesional para la agencia turca de modelado Neşe Erberk durante seis años. Durante este período, también actuó en las películas Sensiz Olmaz y Tele Anahtar. En 1996, comenzó su carrera musical con el lanzamiento del álbum Sebebim (Mi Razón). Sin embargo, no fue sino hasta mediados de la década del 2000 que logró consolidarse como una de la artistas más destacadas de la escena pop turca. Sus álbumes Kusursuz 19 (2007) y Dans Et (2009) recibieron la certificación de oro en su país natal.
En 2015 publicó Pırlanta logrando ser el álbum más vendido en aquel año en Turquía.
Después de varios matrimonios fallidos en 2012 se casó con Okan Kurt con quien tiene una hija.

## Discografía

### Álbumes
Álbumes de estudio
- 1996: Sebebim
- 2003: Unuttum
- 2004: Banane
- 2006: Kusursuz 19
- 2008: Dans Et
- 2010: Zirve
- 2012: Giderli 16
- 2014: Rekor
- 2015: Pirlanta
- 2016: Rakipsiz
- 2019: Ateş

Extended plays
- 2010: Yalan Sevdan
- 2011: Aşk
- 2011: Yanan Ateşi Söndürdük (con Fettah Can)
- 2011: Melekler İmza Topluyor (con Alişan)

### Sencillos
- 1996: "Sebebim"
- 2000: "Yalan Sevdan"
- 2004: "Bittim"
- 2006: "Afedersin"
- 2007: "Tatil"
- 2008: "Mucize"
- 2009: "Toz Pembe"
- 2009: "Bittim Gözün Aydın"
- 2010: "Tecrübe"
- 2010: "Olacak Olacak"
- 2010: "Umutsuz Vaka"" (con Fatman Scoop)
- 2011: "Yanan Ateşi Söndürdük"
- 2011: "Sabıka"
- 2011: "Aşk"
- 2012: "Sepet"
- 2012: "Giderli Şarkılar"
- 2012: "Türkan"
- 2014: "Nasip Değilmiş" (con Özcan Deniz)
- 2014: "İlahi Adalet"
- 2014: "Koltuk"
- 2014: "Nefsi Müdafaa" (con Gökhan Özen)
- 2015: "Pırlanta"
- 2015: "Ders Olsun"
- 2015: "Şerefime Namusuma"
- 2015: "Gölge"
- 2015: "Çalkala"
- 2015: "5 Yıl" (con Berkay)
- 2016: "Hayalet"
- 2016: "Ah Ulan Sevda"
- 2017: "Nazar"
- 2017: "Kulüp" (con Ozan Doğulu)
- 2017: "Damga Damga"
- 2018: "Oh Olsun" (con Ömer Topçu)
- 2018: "Canıma Da Değsin"
- 2018: "Ses Kes" (con Emrah Karaduman)
- 2018: "Bu Defa Son"
- 2019: "Napıyorsan Yap"
- 2019: "Ağlar O Deli"
- 2019: "Esiyor"

## Filmografía
- Günlerden Pazar [Película para TV] (1992)
- Sensiz Olmaz [Película para TV] (1994)
- Tele Anahtar [Película para TV] (1994)
- Osman Pazarlama (2016)